# Arantxa Sánchez Vicario
Arantxa Sánchez Vicario, född 18 december 1971 i Barcelona, är en spansk högerhänt före detta professionell  tennisspelare och tidigare världsetta i singel och dubbel. Hon upptogs 2007 i  International Tennis Hall of Fame.

## Tenniskarriären
Arantxa Sánchez Vicario blev professionell tennisspelare i juni 1985. Hon vann sammanlagt som WTA-spelare 29 singel - och 69 dubbeltitlar. Hon noterade också en seger i dubbel på ITF-cirkusen. Hon vann totalt 14 Grand Slam-titlar, varav fyra i singel (dessutom spelade hon ytterligare åtta finaler), sex i dubbel och fyra i mixed dubbel. Säsongerna 1992 och 1995 vann hon the Year Ending WTA Tour Championship i dubbel. Hon rankades som världsetta i både singel och dubbel under delar av 1995, i singel totalt 12 veckor. 
Arantxa deltog i det spanska Fed Cup-laget 1986-98 och 2000-02. Hon spelade 100 matcher av vilka hon vann 72.

## Spelaren och personen
Arantxa Sánchez Vicario spelade med dubbelfattad backhand. Hon är yngre syster till Emilio Sánchez och Javier Sánchez som också hade stora framgångar som professionella tennisspelare.
Hon upphörde med tävlingsspel efter säsongen 2002.

## Grand Slam-finaler, singel (12)

### Segrar (4)
```
År Mästerskap Finalmotståndare Setsiffror

1989    
Franska öppna
        
Steffi Graf
             7-6, 3-6, 7-5 
1994    Franska öppna        
Mary Pierce
             6-4, 6-4
1994    
US Open
              Steffi Graf             1-6, 7-6, 6-4 
1998    Franska öppna        
Monica Seles
            7-6, 0-6, 6-2
```

### Finalförluster (Runner-ups) (8)
```
År Mästerskap Finalmotståndare Setsiffror

1991    Franska öppna Monica Seles            6-3, 6-4 
1992    US Open Monica Seles            6-3, 6-3
1994    Australiska öppna Steffi Graf             6-0, 6-2
1995    Australiska öppna Mary Pierce             6-3, 6-2
1995    Franska öppna Steffi Graf             7-5, 4-6, 6-0
1995    
Wimbledon
            Steffi Graf             4-6, 6-1, 7-5
1996    Franska öppna Steffi Graf             6-3, 6-7, 10-8
1996    Wimbledon Steffi Graf             6-3, 7-5
```

### Övriga Grand Slam-titlar
- Australiska öppna
  - Dubbel - 1992, 1995, 1996
  - Mixed dubbel - 1993
- Franska öppna
  - Mixed dubbel - 1990, 1992
- Wimbledonmästerskapen
  - Dubbel - 1995
- US Open
  - Dubbel - 1993, 1994
  - Mixed dubbel - 2000